# Давидсония
Давидсония (лат. Davidsonia) — род растений семейства Кунониевые, включающий в себя три вида деревьев, произрастающих в тропических лесах Австралии. Кислые плоды давидсоний по форме напоминают сливы.

## Виды
По информации базы данных The Plant List, род включает 3 вида:
- Davidsonia jerseyana (F.M.Bailey) G.J.Harden & J.B.Williams. Стройное маленькое дерево высотой до 5 м, произрастающее в субтропических и тропических лесах Нового Южного Уэльса. Оно иногда культивируется ради кислых плодов используемых для приготовления джемов, вин, мороженого и соусов.
- Davidsonia johnsonii G.J.Harden & J.B.Williams. Маленькое дерево с развёрнутой кроной, произрастающее в лесах Нового Южного Уэльса и Юго-Восточного Квинсленда. Этот вид не культивируется из-за низкой урожайности.
- Davidsonia pruriens F.Muell.. Более высокое и стройное дерево, чем предыдущие два вида. Оно достигает до 12 м в высоту и имеет более крупные плоды. Также иногда культивируется.